# Formuła 2 – Hungaroring 2019
Runda Formuły 2 na torze Hungaroring – runda ósma mistrzostw Formuły 2 w sezonie 2019.

## Wyniki

### Sesja treningowa
| Nr | Kierowca      | Konstruktor    | Czas     | Okr. |
| -- | ------------- | -------------- | -------- | ---- |
| 4  | Nyck de Vries | ART Grand Prix | 1:29,236 | 17   |

### Kwalifikacje
Źródło: fiaformula2.com
| Poz. | Nr | Kierowca             | Konstruktor                   | Czas     | Poz. s. |
| ---- | -- | -------------------- | ----------------------------- | -------- | ------- |
| 1    | 4  | Nyck de Vries        | ART Grand Prix                | 1:49,809 | 1       |
| 2    | 8  | Luca Ghiotto         | UNI-Virtuosi                  | 1:50,036 | 2       |
| 3    | 6  | Nicholas Latifi      | DAMS                          | 1:50,578 | 3       |
| 4    | 9  | Mick Schumacher      | PREMA Racing                  | 1:50,748 | 4       |
| 5    | 1  | Louis Delétraz       | Carlin                        | 1:50,853 | 5       |
| 6    | 11 | Callum Ilott         | Sauber Junior Team by Charouz | 1:50,871 | 6       |
| 7    | 15 | Jack Aitken          | Campos Racing                 | 1:50,962 | 7       |
| 8    | 2  | Nobuharu Matsushita  | Carlin                        | 1:51,408 | 8       |
| 9    | 19 | Anthoine Hubert      | BWT Arden                     | 1:51,513 | 18      |
| 10   | 7  | Zhou Guanyu          | UNI-Virtuosi                  | 1:51,573 | 9       |
| 11   | 16 | Jordan King          | MP Motorsport                 | 1:51,717 | 10      |
| 12   | 12 | Juan Manuel Correa   | Sauber Junior Team by Charouz | 1:51,788 | 11      |
| 13   | 5  | Sérgio Sette Câmara  | DAMS                          | 1:51,817 | 12      |
| 14   | 20 | Giuliano Alesi       | Trident                       | 1:52,644 | 13      |
| 15   | 14 | Arjun Maini          | Campos Racing                 | 1:52,718 | 14      |
| 16   | 21 | Ralph Boschung       | Trident                       | 1:52,956 | 15      |
| 17   | 10 | Sean Gelael          | PREMA Racing                  | 1:52,995 | 17      |
| 18   | 18 | Tatiana Calderón     | BWT Arden                     | 1:53,997 | 20      |
| 19   | 17 | Mahaveer Raghunathan | MP Motorsport                 | 1:55,217 | 16      |
| 20   | 3  | Nikita Mazepin       | ART Grand Prix                | –        | 19      |
| Poz. | Nr | Kierowca             | Konstruktor                   | Czas     | Poz. s. |

Uwagi
1. 1 2  Anthoine Hubert i Tatiana Calderón zostali wykluczeni z kwalifikacji i ich czasy zostały usunięte za niestosowanie się do zaleceń FIA dot. opon, lecz zostali dopuszczeni do wyścigu.
2. ↑  Sean Gelael został ukarany cofnięciem o trzy pozycje na starcie. Była to zaległa kara z Silverstone, gdzie wycofał się z wyścigów.
3. ↑  Nikita Mazepin nie ustanowił czasu podczas kwalifikacji, lecz został dopuszczony do wyścigu.

### Główny wyścig

#### Wyścig
Źródło: fiaformula2.com
| P                 | + / –     | Nr | Kierowca             | Konstruktor                   | Okr. | Czas / Strata | Komentarz |
| ----------------- | --------- | -- | -------------------- | ----------------------------- | ---- | ------------- | --------- |
| 1                 | 2         | 6  | Nicholas Latifi      | DAMS                          | 37   | 1:02:40,675   |           |
| 2                 | 1         | 4  | Nyck de Vries        | ART Grand Prix                | 37   | +0:00,752     |           |
| 3                 | 4         | 15 | Jack Aitken          | Campos Racing                 | 37   | +0:01,045     |           |
| 4                 | 2         | 8  | Luca Ghiotto         | UNI-Virtuosi                  | 37   | +0:02,995     |           |
| 5                 | 7         | 5  | Sérgio Sette Câmara  | DAMS                          | 37   | +0:04,144     |           |
| 6                 | 4         | 16 | Jordan King          | MP Motorsport                 | 37   | +0:05,048     |           |
| 7                 | 1         | 2  | Nobuharu Matsushita  | Carlin                        | 37   | +0:05,282     |           |
| 8                 | 4         | 9  | Mick Schumacher      | PREMA Racing                  | 37   | +0:15,807     |           |
| 9                 | Bez zmian | 7  | Zhou Guanyu          | UNI-Virtuosi                  | 37   | +0:17,795     |           |
| 10                | 4         | 11 | Callum Ilott         | Sauber Junior Team by Charouz | 37   | +0:18,562     |           |
| 11                | 7         | 19 | Anthoine Hubert      | BWT Arden                     | 37   | +0:20,018     |           |
| 12                | 7         | 3  | Nikita Mazepin       | ART Grand Prix                | 37   | +0:22,072     |           |
| 13                | Bez zmian | 20 | Giuliano Alesi       | Trident                       | 37   | +0:22,754     |           |
| 14                | 3         | 12 | Juan Manuel Correa   | Sauber Junior Team by Charouz | 37   | +0:23,756     |           |
| 15                | 2         | 10 | Sean Gelael          | PREMA Racing                  | 37   | +0:28,182     | [ a ]     |
| 16                | 4         | 18 | Tatiana Calderón     | BWT Arden                     | 37   | +1:15,823     |           |
| 17                | 1         | 17 | Mahaveer Raghunathan | MP Motorsport                 | 37   | +1:16,712     |           |
| 18                | 3         | 21 | Ralph Boschung       | Trident                       | 36   | +1 okr.       | silnik    |
| Niesklasyfikowani |           |    |                      |                               |      |               |           |
|                   |           | 14 | Arjun Maini          | Campos Racing                 | 17   | +20 okr.      | mechanika |
|                   |           | 1  | Louis Delétraz       | Carlin                        | 3    | +34 okr.      | mechanika |
| P                 | + / –     | Nr | Kierowca             | Konstruktor                   | Okr. | Czas / Strata | Komentarz |

Uwagi
1. ↑  Sean Gelael otrzymał 5-sekundową karę czasową za przekroczenie prędkości w pit lane.

#### Najszybsze okrążenie
| Nr | Kierowca    | Konstruktor   | Czas     | Okr. |
| -- | ----------- | ------------- | -------- | ---- |
| 16 | Jordan King | MP Motorsport | 1:32,436 | 33   |

### Sprint

#### Wyścig
Źródło: fiaformula2.com
| P                 | + / –     | Nr | Kierowca             | Konstruktor                   | Okr. | Czas / Strata | Komentarz    |
| ----------------- | --------- | -- | -------------------- | ----------------------------- | ---- | ------------- | ------------ |
| 1                 | Bez zmian | 9  | Mick Schumacher      | PREMA Racing                  | 28   | 43:59,841     |              |
| 2                 | Bez zmian | 2  | Nobuharu Matsushita  | Carlin                        | 28   | +0:01,453     |              |
| 3                 | 1         | 5  | Sérgio Sette Câmara  | DAMS                          | 28   | +0:03,396     |              |
| 4                 | 1         | 16 | Jordan King          | MP Motorsport                 | 28   | +0:04,177     |              |
| 5                 | 1         | 15 | Jack Aitken          | Campos Racing                 | 28   | +0:04,960     |              |
| 6                 | 1         | 4  | Nyck de Vries        | ART Grand Prix                | 28   | +0:11,428     |              |
| 7                 | 1         | 6  | Nicholas Latifi      | DAMS                          | 28   | +0:12,314     |              |
| 8                 | 3         | 8  | Luca Ghiotto         | UNI-Virtuosi                  | 28   | +0:12,930     |              |
| 9                 | Bez zmian | 7  | Zhou Guanyu          | UNI-Virtuosi                  | 28   | +0:13,821     |              |
| 10                | Bez zmian | 11 | Callum Ilott         | Sauber Junior Team by Charouz | 28   | +0:23,877     |              |
| 11                | Bez zmian | 19 | Anthoine Hubert      | BWT Arden                     | 28   | +0:26,891     |              |
| 12                | 1         | 20 | Giuliano Alesi       | Trident                       | 28   | +0:29,527     |              |
| 13                | 7         | 1  | Louis Delétraz       | Carlin                        | 28   | +0:35,741     |              |
| 14                | Bez zmian | 12 | Juan Manuel Correa   | Sauber Junior Team by Charouz | 28   | +0:38,5114    |              |
| 15                | 3         | 3  | Nikita Mazepin       | ART Grand Prix                | 28   | +0:39,932     |              |
| 16                | 3         | 14 | Arjun Maini          | Campos Racing                 | 28   | +0:40,093     |              |
| 17                | 2         | 10 | Sean Gelael          | PREMA Racing                  | 28   | +0:40,737     |              |
| 18                | Bez zmian | 21 | Ralph Boschung       | Trident                       | 28   | +0:42,857     |              |
| 19                | 2         | 17 | Mahaveer Raghunathan | MP Motorsport                 | 28   | +0:59,688     |              |
| Niesklasyfikowani |           |    |                      |                               |      |               |              |
|                   |           | 18 | Tatiana Calderón     | BWT Arden                     | 7    | +21 okr.      | wycofała się |
| P                 | + / –     | Nr | Kierowca             | Konstruktor                   | Okr. | Czas / Strata | Komentarz    |

#### Najszybsze okrążenie
| Nr | Kierowca            | Konstruktor | Czas     | Okr. |
| -- | ------------------- | ----------- | -------- | ---- |
| 2  | Nobuharu Matsushita | Carlin      | 1:33,056 | 4    |

## Klasyfikacja po zakończeniu rundy

### Kierowcy
| P  | +/− | Kierowca             | Starty | Punkty | P1 | P2 | P3 | PP | NO | NS |
| -- | --- | -------------------- | ------ | ------ | -- | -- | -- | -- | -- | -- |
| 1  | 0   | Nyck de Vries        | 16     | 196    | 3  | 2  | 3  | 3  | 3  | –  |
| 2  | 0   | Nicholas Latifi      | 16     | 166    | 4  | 1  | 1  | –  | 2  | –  |
| 3  | +1  | Sérgio Sette Câmara  | 16     | 141    | 1  | 2  | 3  | 1  | 3  | 2  |
| 4  | −1  | Luca Ghiotto         | 16     | 135    | 2  | 4  | –  | 2  | –  | 4  |
| 5  | 0   | Jack Aitken          | 16     | 134    | 2  | 1  | 3  | –  | 2  | –  |
| 6  | 0   | Zhou Guanyu          | 16     | 107    | –  | –  | 4  | 1  | 1  | 1  |
| 7  | +1  | Nobuharu Matsushita  | 16     | 85     | 1  | 2  | –  | 1  | 3  | 1  |
| 8  | −1  | Anthoine Hubert      | 16     | 77     | 2  | –  | –  | –  | –  | –  |
| 9  | 0   | Louis Delétraz       | 16     | 60     | –  | 2  | –  | –  | –  | 5  |
| 10 | 0   | Jordan King          | 14     | 59     | –  | –  | 1  | –  | 2  | 1  |
| 11 | +3  | Mick Schumacher      | 16     | 45     | 1  | –  | –  | –  | –  | 3  |
| 12 | −1  | Juan Manuel Correa   | 16     | 36     | –  | 2  | –  | –  | –  | 1  |
| 13 | −1  | Dorian Boccolacci    | 12     | 30     | –  | –  | –  | –  | –  | 2  |
| 14 | −1  | Callum Ilott         | 15     | 28     | –  | –  | 1  | –  | –  | 2  |
| 15 | 0   | Artiom Markiełow     | 2      | 16     | –  | –  | –  | –  | –  | –  |
| 16 | 0   | Sean Gelael          | 14     | 11     | –  | –  | –  | –  | –  | 3  |
| 17 | 0   | Nikita Mazepin       | 16     | 6      | –  | –  | –  | –  | –  | 2  |
| 18 | 0   | Ralph Boschung       | 12     | 3      | –  | –  | –  | –  | –  | 3  |
| 19 | 0   | Giuliano Alesi       | 16     | 1      | –  | –  | –  | –  | –  | 7  |
| 20 | 0   | Mahaveer Raghunathan | 14     | 0      | –  | –  | –  | –  | –  | 1  |
| 21 | 0   | Tatiana Calderón     | 16     | 0      | –  | –  | –  | –  | –  | 4  |
| 22 | 0   | Arjun Maini          | 6      | 0      | –  | –  | –  | –  | –  | 2  |
| 23 | 0   | Patricio O'Ward      | 2      | 0      | –  | –  | –  | –  | –  | –  |
| 24 | 0   | Ryan Tveter          | 2      | 0      | –  | –  | –  | –  | –  | –  |
| P  | +/− | Kierowca             | Starty | Punkty | P1 | P2 | P3 | PP | NO | NS |

### Zespoły
| P  | +/− | Konstruktor                   | Starty | Punkty | P1 | P2 | P3 | PP | NO | NS |
| -- | --- | ----------------------------- | ------ | ------ | -- | -- | -- | -- | -- | -- |
| 1  | 0   | DAMS                          | 32     | 307    | 5  | 3  | 4  | 1  | 5  | 2  |
| 2  | 0   | UNI-Virtuosi                  | 32     | 242    | 2  | 4  | 4  | 3  | 1  | 5  |
| 3  | 0   | ART Grand Prix                | 32     | 202    | 3  | 2  | 3  | 3  | 3  | 2  |
| 4  | 0   | Campos Racing                 | 32     | 164    | 2  | 1  | 3  | –  | 2  | 3  |
| 5  | 0   | Carlin                        | 32     | 145    | 1  | 4  | –  | 1  | 3  | 6  |
| 6  | 0   | BWT Arden                     | 32     | 77     | 2  | –  | –  | –  | –  | 4  |
| 7  | +1  | MP Motorsport                 | 32     | 75     | –  | –  | 1  | –  | 2  | 2  |
| 8  | −1  | Sauber Junior Team by Charouz | 31     | 64     | –  | 2  | 1  | –  | –  | 3  |
| 9  | 0   | PREMA Racing                  | 30     | 56     | 1  | –  | –  | –  | –  | 6  |
| 10 | 0   | Trident                       | 32     | 4      | –  | –  | –  | –  | –  | 11 |
| P  | +/− | Konstruktor                   | Starty | Punkty | P1 | P2 | P3 | PP | NO | NS |